# Мамолат Олександр Самійлович
Олександр Самійлович Мамола́т (12 вересня 1910, Кальниболота — 24 жовтня 1991, Київ) — український радянський лікар, доктор медичних наук (1965), професор (1971). Заслужений лікар УРСР (1969), заслужений діяч науки УРСР (1975). Брат мистецтвознавця Євгена Мамолата.

## Біографія
Народився 12 вересня 1910 року в старовинному селі Кальниболота на Кіровоградщині, у родині народних вчителів. В 1936 році закінчив Київський медичний інститут. Учасник Великої Вітчизняної війни.
З 1949 року він — головний фтизіатр України. Саме Мамолат у 1949 році запросив на роботу в Україну Миколу Амосова, який на той час працював у Брянській обласній лікарні, для виконання резекцій легень при туберкульозі.
Завідувач кафедрою фтизіатрії Національної медичної академії післядипломної освіти імені П. Л. Шупика (1959–1960). У 1965 році захистив докторську дисертацію «Розробка та наукове узагальнення методики і організації лікування хворих деструктивним туберкульозом».
43 роки (1936—1979) очолював Інститут фтизіатрії та пульмонології АМН України, а працював в ньому до 1991 року.
24 жовтня 1991 року Олександр Самійлович Мамолат помер, похований на Байковому цвинтарі.

## Наукова та педагогічна діяльність
Автор 160 наукових праць, в тому числі 3 монографій. Науковий напрямок — епідеміологія та статистика туберкульозу, організація боротьби з туберкульозом на селі, історія фтизіатрії. Був відповідальним редактором республіканського міжвідомчого збірника «Туберкульоз». За його задумом та під його редакцією видано посібники для фтизіатрів «Туберкульоз» (1971 р.) і «Лікування туберкульозу легенів» (1973 р.). Під його керівництвом виконані 5 докторських та 15 кандидатських дисертацій.

## Громадська діяльність
Протягом багатьох років Олександра Мамолата обирали депутатом Київської міської ради і районної ради, був заступником голови постійно діючої комісії міської ради з охорони здоров'я, заступником голови правління всесоюзного та головою правління республіканського товариств фтизіатрів, головою Проблемної комісії «Туберкульоз», членом редакційної ради часописів «Проблемы туберкулеза» і «Врачебное дело».

## Нагороди
Нагороджений орденами Червоної Зірки, Трудового Червоного Прапора, Жовтневої Революції, медалями.